# Profundulus oaxacae
Profundulus oaxacae är en fiskart som först beskrevs av Meek 1902.  Profundulus oaxacae ingår i släktet Profundulus och familjen Profundulidae. Inga underarter finns listade i Catalogue of Life.